# A Light That Never Comes
"A Light That Never Comes" é uma canção escrita e produzida pela banda americana de rock Linkin Park, em colaboração com o músico de electro house Steve Aoki, para o álbum de remix intitulado Recharged, lançado em outubro de 2013. Esta música é a primeira faixa do disco e ainda contém uma versão re-produzida por Rick Rubin na faixa final. A canção foi liberada como single nas rádios ao fim de setembro. Já o CD single oficial foi lançado em 11 de outubro de 2013.
Em 17 de outubro de 2013, o videoclipe oficial da canção foi lançado oficialmente pelo mundo.

## Faixas
| Stream |                                             |         |  |
| N.º    | Título                                      | Duração |  |
| 1.     | "A Light That Never Comes" (com Steve Aoki) | 3:49    |  |

| CD Single |                                             |         |  |
| N.º       | Título                                      | Duração |  |
| 1.        | "A Light That Never Comes" (com Steve Aoki) | 3:49    |  |
| 2.        | "Until It Breaks" (remix de Datsik)         | 6:00    |  |

## Recepção

### Crítica
A canção, no geral, recebeu boas críticas dos especialistas. O analista Stupid Dope deu um parecer positivo falando que "a faixa está cheia de energia pura, pesados elementos melódicos e, é claro, o som patenteado do Linkin Park, junto com uma bela colaboração do Sr. Aoki."

### Comercial
Em sua primeira semana de lançamento, o single vendeu mais de 55 000 downloads apenas nos Estados Unidos.

## Paradas musicais
| Paradas (2013)                                    | Melhor posição |
| ------------------------------------------------- | -------------- |
| Austrália (ARIA)                                  | 56             |
| Áustria (Ö3 Austria Top 75)                       | 21             |
| Bélgica (Ultratip Bubbling Under da Valônia)      | 21             |
| Canadá (Canadian Hot 100)                         | 51             |
| Escócia (Scottish Singles Chart)                  | 29             |
| França (SNEP)                                     | 81             |
| Irlanda (IRMA)                                    | 72             |
| Itália (FIMI)                                     | 30             |
| Japão (Billboard Japan Hot 100)                   | 71             |
| Suíça (Schweizer Hitparade)                       | 15             |
| Reino Unido (UK Dance Chart)                      | 8              |
| Reino Unido (UK Singles Chart)                    | 34             |
| Estados Unidos (Billboard Hot 100)                | 65             |
| Estados Unidos (Billboard Rock Songs)             | 11             |
| Estados Unidos (Billboard Dance/Electronic Songs) | 8              |
| Estados Unidos (Billboard Alternative Songs)      | 7              |

## Equipe e colaboradores
Linkin Park
- Chester Bennington – vocal
- Rob Bourdon  – bateria
- Brad Delson – guitarra, backing vocal
- Dave "Phoenix" Farrell – baixo, backing vocal
- Joe Hahn – turntables, samples, programação, backing vocal
- Mike Shinoda – vocal, guitarra base, teclado, sintetizador

Adicionais
- Steve Aoki - programação, produtor